# Дарън Аронофски
Дарън Аронофски (на английски: Darren Aronofsky) е американски филмов режисьор, сценарист и продуцент. Печелил е наградите „Златен лъв“ и „Еми“ и има номинации за „Оскар“, „Златен глобус“ и БАФТА.
Учи кино и социална антропология в Харвард, след което завършва режисура в AFI Conservatory. Прави пробива в киното с дебютния си филм „Кодът Пи“ през 1998 година, за който печели наградата за най-добър режисьор на кинофестивала „Сънданс“. След това режисира психологическата драма „Реквием за една мечта“ (2000), с която постига голям успех, и научната фантастика „Изворът на живота“ (2006). През 2008 година е режисьор на спортната драма с Мики Рурк – „Кечистът“, за който печели „Златен лъв“ на кинофестивала във Венеция. За „Черен лебед“ (2010) с Натали Портман в главната роля получава 5 номинации за „Оскар“, сред които за най-добър режисьор и най-добър филм.
След 2010 е режисьор на филмите „Ной“ (2014), „Майка!“ (2017) и „Китът“ (2022). „Китът“ с Брендън Фрейзър в главната роля печели „Оскар“ за най-добра мъжка роля.
Аронофски израства в Бруклин, Ню Йорк, и е с полски и еврейски корени. От 2001 до 2010 година е обвързан с актрисата Рейчъл Вайс, с която има и дете.

## Филмография
Пълнометражни филми
| Година | Заглавие              | Режисьор | Сценарист | Продуцент |
| ------ | --------------------- | -------- | --------- | --------- |
| 1998   | Кодът Пи              | Ok       | Ok        | Не        |
| 2000   | Реквием за една мечта | Ok       | Ok        | Не        |
| 2002   | Below                 | Не       | Ok        | Ok        |
| 2006   | Изворът на живота     | Ok       | Ok        | Не        |
| 2008   | Кечистът              | Ok       | Не        | Ok        |
| 2010   | Черен лебед           | Ok       | Не        | Не        |
| 2014   | Ной                   | Ok       | Ok        | Ok        |
| 2017   | Майка!                | Ok       | Ok        | Не        |
| 2022   | Китът                 | Ok       | Не        | Ok        |
| 2025   | Хванат в кражба       | Ok       | Не        | Ok        |